# ستاری جژکووک
ستاری جژکووک (به لهستانی:  Stary Dzierzkówek) یک روستا در لهستان است که در گمینا سکارشو واقع شده‌است.